# Bloemdieren
Bloemdieren (Anthozoa) zijn een omvangrijke klasse van neteldieren. Tot de bloemdieren behoren de zeeanemonen en alle koralen. Het zijn eenvoudig gebouwde, primitieve zeedieren die zich gewoonlijk vastzetten in de zeebodem en voedsel vangen met een tentakelkrans. Bloemdieren zijn bekend om hun vermogen grote, vaak kleurrijke kolonies te vormen die doen denken aan plantaardig leven.
Bloemdieren voeden zich met kleine, voorbijdrijvende diertjes en organische deeltjes. De tentakels van bloemdieren zijn voorzien van netelcellen, die gebruikt worden om prooien te verlammen en roofdieren af te schrikken. Veel soorten vullen hun energievoorziening aan door gebruik te maken van fotosynthetische, eencellige algen (zoöxanthellen) die in hun weefsels leven. Deze symbiotische bloemdieren komen uitsluitend voor in ondiep water en bouwen riffen. Andere soorten hebben een zelfstandige levenswijze en komen voor in de diepere lagen van de zee.
In tegenstelling tot andere neteldieren hebben bloemdieren geen meduse (kwalstadium) in hun ontwikkeling: ze zijn hun hele leven vastgehecht aan het substraat (poliep). Ondanks hun vastzittende levenswijze kunnen bloemdieren goed bewegen en op hun omgeving reageren. De meeste bloemdieren planten zich geslachtelijk voort, maar veel soorten kunnen zich ook ongeslachtelijk voortplanten door knopvorming of fragmentatie. Bloemdierkolonies zoals koraalriffen vormen de woonplaats van duizenden soorten zeedieren, en zijn daarom een hoeksteen van de mariene ecologie.

## Omschrijving

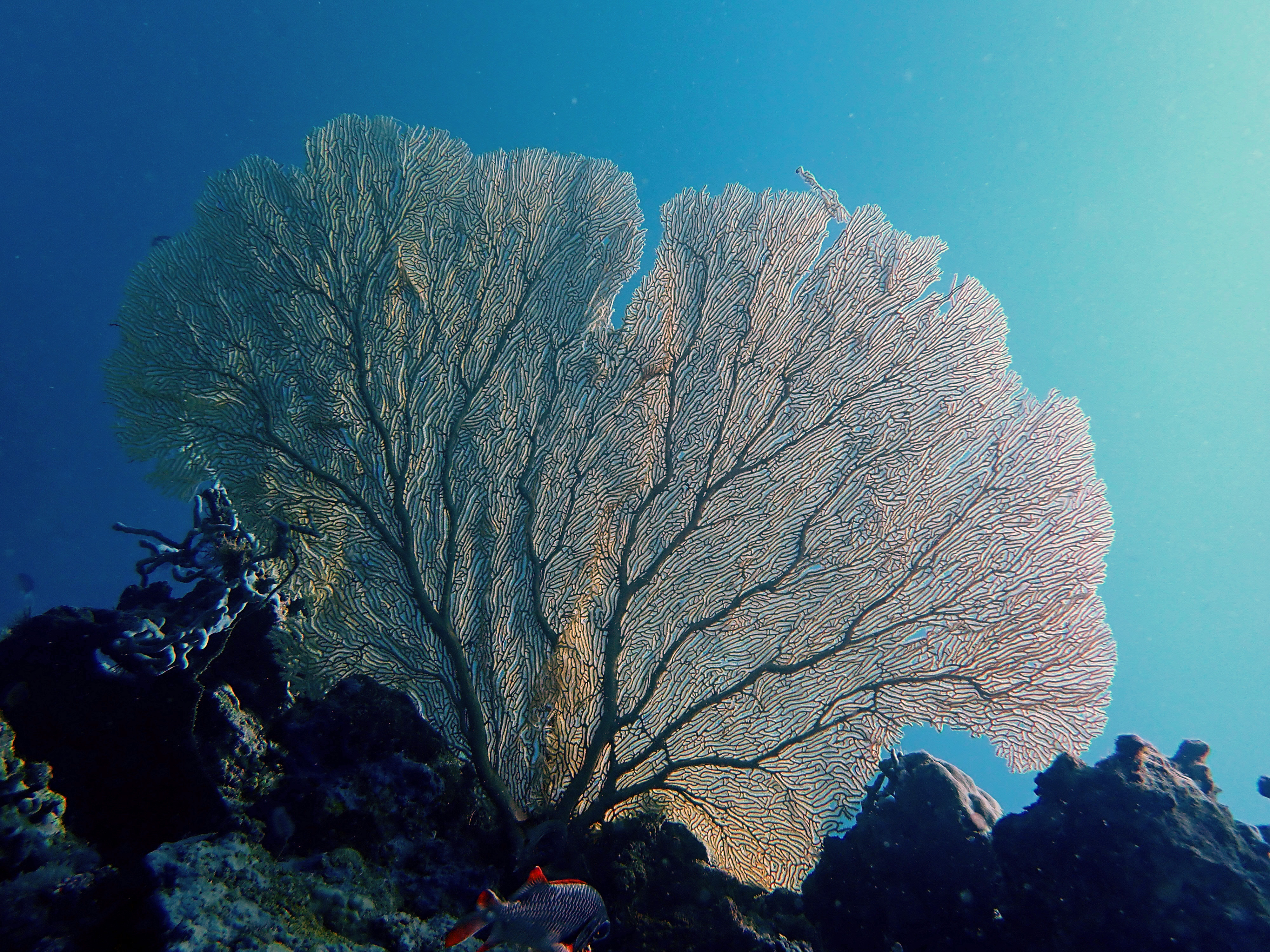
Annella mollis, een hoornkoraal die boomvormige vertakkingen ontwikkelt langs steile rifwanden

De naam 'Anthozoa' is afkomstig van de Griekse woorden άνθος (ánthos; 'bloem') en ζώια (zōia; 'dieren'), waaraan ook de Nederlandse naam 'bloemdieren' is ontleend. De naam is een verwijzing naar hun bloemige, plantachtige uiterlijk.
Bloemdieren vormen de grootste klasse binnen de neteldieren (Cnidaria); er zijn meer dan 6000 soorten beschreven. De grootste diversiteit treft men aan in de tropische zeeën van Zuidoost-Azië. In Noordwest-Europa zijn 21 gevestigde soorten geregistreerd. Met uitzondering van de dodemansduim Alcyonium digitatum, een zachte koraalsoort, zijn alle bloemdieren in de Noordzee ter hoogte van België en Nederland zeeanemonen.
Bloemdieren komen uitsluitend voor in zeeën en oceanen. De klasse kent drie onderklassen: Hexacorallia, Octocorallia en Ceriantharia. Tot de Hexacorallia behoren de harde koralen en zeeanemonen. De zachte soorten zoals zeeveren en hoornkoralen worden tot de Octocorallia gerekend. De kleinste subklasse, Ceriantharia, omvat anemonen met een kokervormige poliepwand.
Bloemdieren vertonen een grote vormenrijkdom. Veel soorten leven in symbiose met kleurrijke algjes en kunnen via knopvorming uitgroeien tot complexe rifsystemen. Hoewel in ondiepe, rotsige kustwateren legio bloemdiersoorten leven, komen de meeste soorten voor in de diepere lagen van de zee. Een groot aantal soorten is tijdens zijn evolutionaire ontwikkeling verschoven van ondiep naar diep water of juist andersom.

## Lichaamsbouw
Bloemdieren zijn poliepen en hebben een eenvoudige anatomie. De typische vorm van een poliep is die van een smalle, buisvormige kolom met onderaan een verbrede voet en bovenaan een krans van tentakels rond een mondopening. Zeeanemonen bestaan altijd uit één grote poliep, waarbij de voet losjes vasthecht aan het substraat (de zeebodem). Koralen zijn daarentegen opgebouwd uit vele duizenden poliepen van enkele millimeters breed, die onderling verbonden zijn tot een groot koloniaal organisme. Bij alle bloemdieren is de mond die tevens anus is de enige lichaamsopening; zowel voedsel als afvalstoffen passeren erdoorheen.

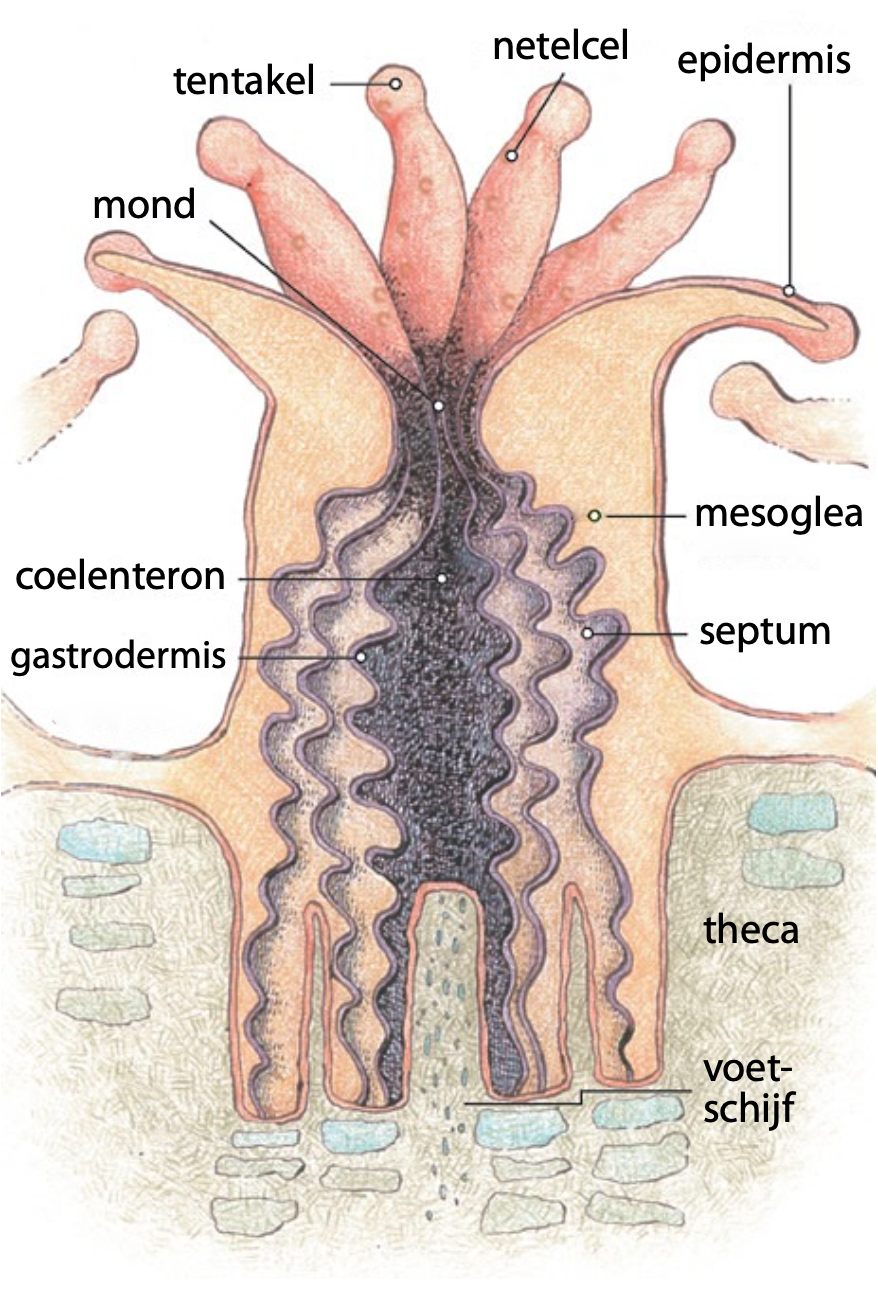
Anatomie van een steenkoraal

De mondopening is bij veel bloemdieren gespierd, en geeft toegang tot de centrale lichaamsholte die het coelenteron wordt genoemd. In het coelenteron vindt vertering, circulatie en opname van voedingsstoffen plaats. De lichaamsholte is verdeeld in een aantal kamers door middel van verticale scheidingswanden, de septa (enkelvoud septum). De functie van deze septa is waarschijnlijk om door oppervlaktevergroting een optimale uitwisseling van zuurstof en voedingsstoffen te bereiken. De taxonomie (indeling) van bloemdieren is in grote mate gebaseerd op het aantal en de organisatie van de septa.
De lichaamswand van bloemdieren bestaat uit drie lagen: de epidermis (opperhuid), een geleiachtige tussenlaag (het mesoglea) en de gastrodermis. De septa zijn invouwingen van de lichaamswand, bestaand uit een laag mesoglea, ingeklemd tussen twee lagen gastrodermis. De tentakels zijn eigenlijk verlengingen van het coelenteron, en staan in verbinding met lange spieren. Deze spieren worden gebruikt bij het intrekken van tentakels, het buitenhouden van sediment en het verweren tegen natuurlijke vijanden.

### Netelcellen
De tentakels van bloemdieren, ook wel vangarmen genoemd, zijn bewapend met netelcellen (nematocyten). Dit zijn cellen waarin een gifdragend, harpoenachtig structuurtje aanwezig is, dat bij gevaar kan worden uitgestulpt. Netelcellen bieden bescherming tegen vijanden en worden ook gebruikt om kleine prooien te verlammen en vervolgens te vangen. In tegenstelling tot kwallen en andere verwante holtedieren zijn de steken van bloemdieren meestal ongevaarlijk voor de mens.

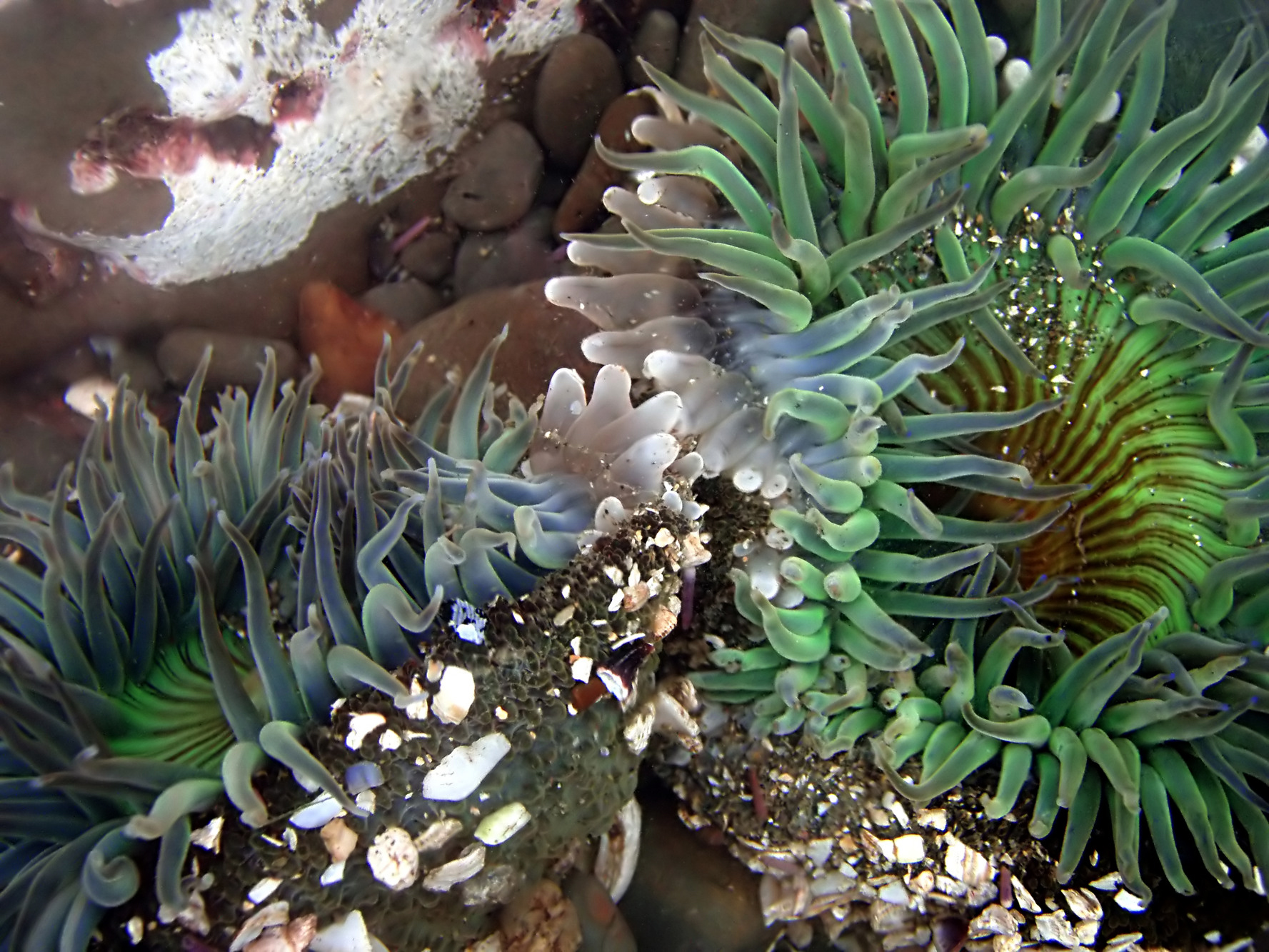
Territoriale strijd tussen twee zeeanemonen. De witte tentakels steken ongewenste soortgenoten.

De verdedigingswijzen van bloemdieren zijn zeer divers. Sommige zeeanemonen, zoals Anthopleura elegantissima, zijn uitgerust met gespecialiseerde tentakels (acrorhagi) die gebruikt worden om concurrerende soortgenoten te bestrijden. Wanneer twee individuen te dicht bij elkaar in de buurt komen, ontvouwen ze hun acroraghi. Deze tentakels zijn zo rijk aan netelcellen dat ze weefselschade kunnen veroorzaken. Andere soorten hebben acontia (draadachtige verdedigingsorganen) die door openingen in de lichaamswand worden afgevuurd. Sommige steenkoralen gebruiken "veegtentakels" als verdediging tegen het binnendringen van andere zeediertjes.

### Kolonies
Veel bloemdiersoorten zijn koloniaal: ze vormen grote, aaneengesloten groepen individuen die samen vergroeid zijn tot een morfologische eenheid. Een bloemdierkolonie kan vele meters lang worden. Alle individuen in de kolonie zijn door middel van knopvorming uit een centrale voorouderpoliep ontstaan. De eenvoudigste opstelling van een kolonie is een stoloon (centrale verbinding) over de zeebodem waaruit op vaste intervallen poliepen groeien. Meestal groeien de poliepen echter in een driedimensionale configuratie uit moederweefsel, de coenosarc, die de poliepen verbindt en de kolonie aan het substraat verankert. De coenosarc bestaat uit een dun membraan (zoals bij de meeste rifkoralen) of uit een dikke vlezige massa waarin de poliepen afzonderlijk zijn ingeplant (zoals bij de zachte koralen).
Rifkoralen scheiden via hun opperhuid calciumcarbonaat uit dat een hard exoskelet (kalkskelet) vormt. Wanneer een rifkoraal nieuwe poliepen vormt, wordt het oppervlak van het kalkskelet bedekt met een laag coenosarc. Op deze manier kunnen zich grote, vertakte, plantachtige rifsystemen ontwikkelen. Bij zachte koralen ontstaat het kalkskelet uit mesogleaal weefsel, vaak versterkt met kalkhoudende skeletnaaldjes of hoornachtig materiaal (gorgonine). Andere bloemdieren, zoals zeeanemonen, hebben geen kalkskelet; zij maken gebruik van een inwendig hydroskelet waarin lichaamsvocht zorgt voor stevigheid en beweeglijkheid. Bij enkele soorten zeeanemonen is het lichaam bedekt met een slijmlaag waaraan schelpen blijven plakken die op de zeebodem liggen. De schelpen vormen dan een beschermende mantel, vergelijkbaar met een kalkskelet.

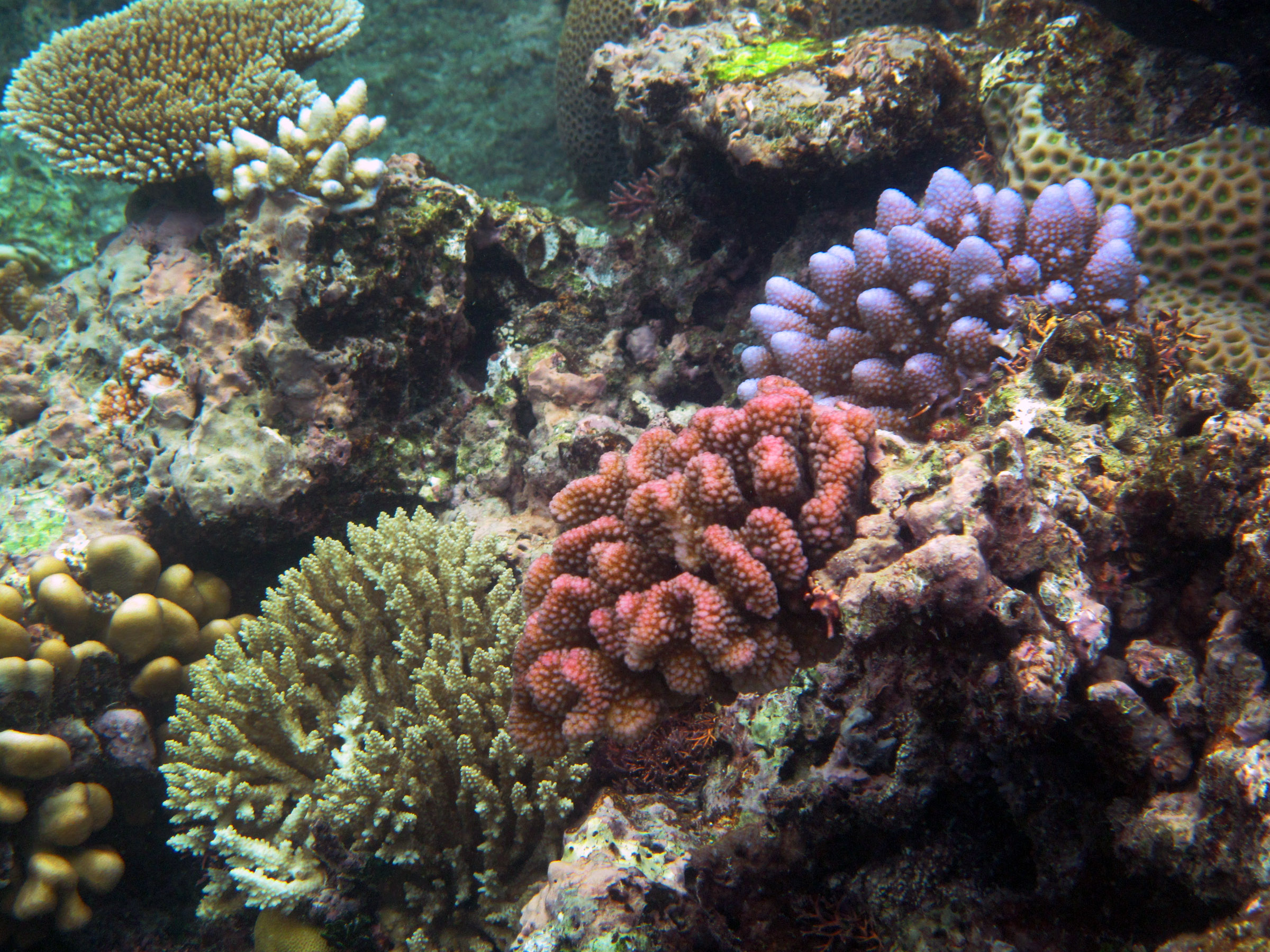
Veel bloemdieren, zoals deze rifkoralen, herbergen felgekleurde micro-algen.
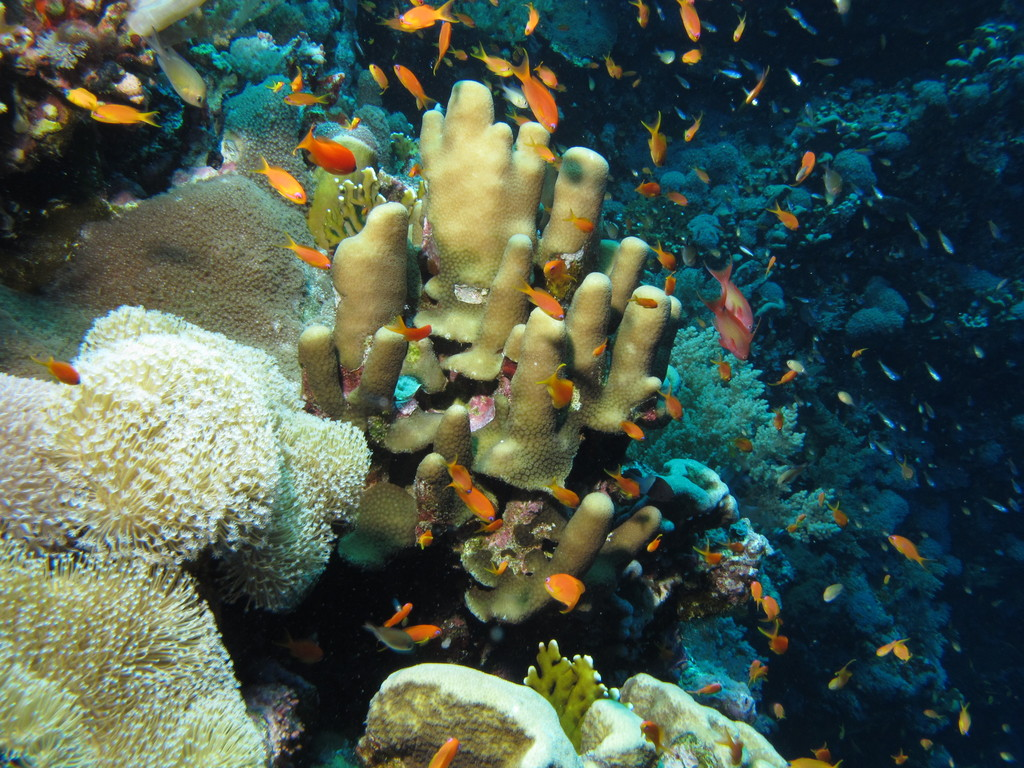
Koraaltorens zijn opgebouwd uit duizenden individuele poliepen.
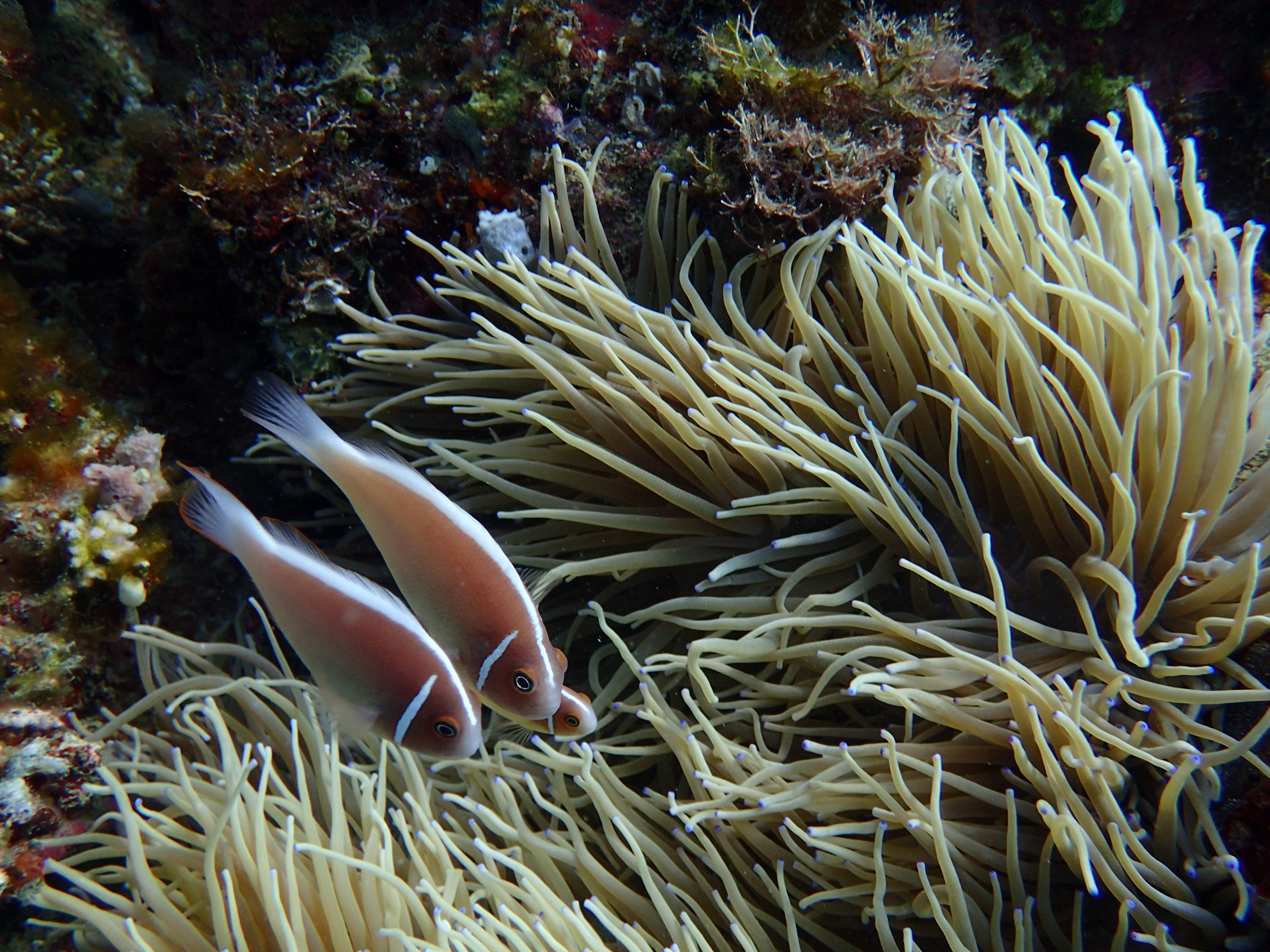
Zeeanemonen vormen een beschermde woonomgeving voor veel soorten vissen.

## Fysiologie en levenswijze

### Voedsel

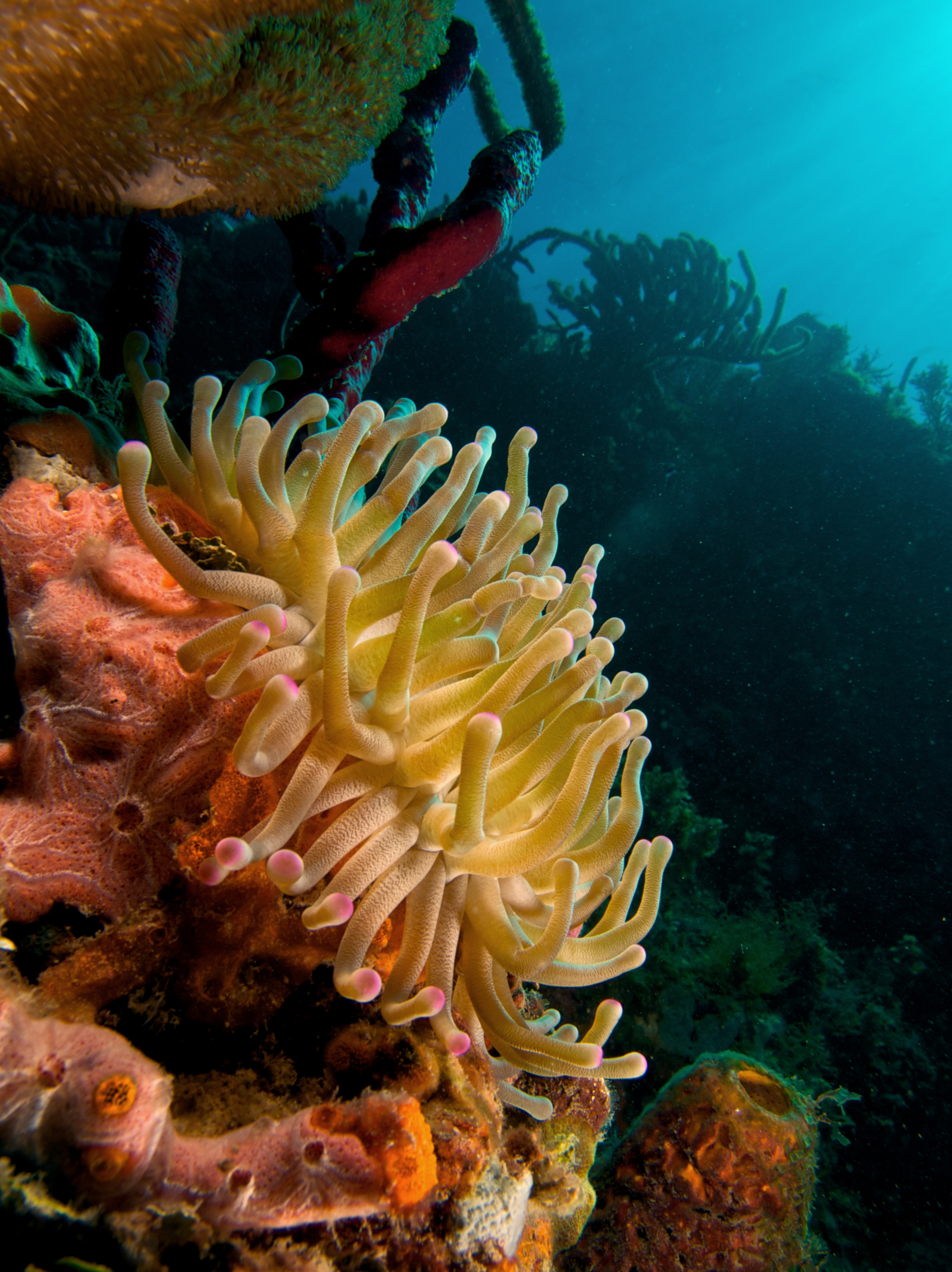
Condylactis gigantea gebruikt zijn stevige, bijtende tentakels om vissen, mosselen, garnalen en andere zeediertjes te vangen.

Bloemdieren vangen voorbijdrijvend voedsel met hun flexibele tentakels. Ze leven voornamelijk van plankton, kleine ongewervelde dieren, eencellige protisten, bacteriën en andere organische deeltjes die in het zeewater ronddrijven. Actievere bloemdieren zoals zeeanemonen kunnen ook vissen, krabbetjes en zelfs tweekleppigen buitmaken met behulp van hun bijtende netelcellen.
Een prooi die contact maakt met een tentakel, wordt met behulp van bijtende netelcellen verlamd en vastgehouden. De tentakels buigen zich vervolgens naar de mondopening om de prooi naar binnen te brengen. De mondopening is flexibel en kan zich uitstrekken om de prooi te omvatten en naar binnen te begeleiden. Binnen het lichaam wordt de prooi geweekt in slijm en via peristaltische werking naar het coelenteron (de maagholte) gevoerd. Daar worden enzymen uitgescheiden die de prooi verteren. De gedeeltelijk verteerde voedselfragmenten worden door trilhaartjes rond de binnenkant van het coelenteron gecirculeerd en ten slotte door fagocytose opgenomen in de gastrodermis, de binnenbekleding van het coelenteron.

### Symbiose met zoöxanthellen
Veel bloemdieren hebben naast het vangen en verteren van voedsel nog een andere manier om aan energie te komen. Ze leven in symbiose met eencellige, fotosynthetische algen die zoöxanthellen worden genoemd. Zoöxanthellen nestelen zich voornamelijk inwendig, bijvoorbeeld in de gastrodermis. Beide symbiosepartners, dus zowel de algjes als het bloemdier, halen voordeel uit deze symbiose. De algjes kunnen zich voeden met afvalproducten van de gastheer en geven in ruil daarvoor glucose, glycerol en aminozuren terug die ze in aanwezigheid van zonlicht kunnen aanmaken. Sommige zoöxanthellen geven tot wel negentig procent van hun fotosyntheseproducten af aan het bloemdier.

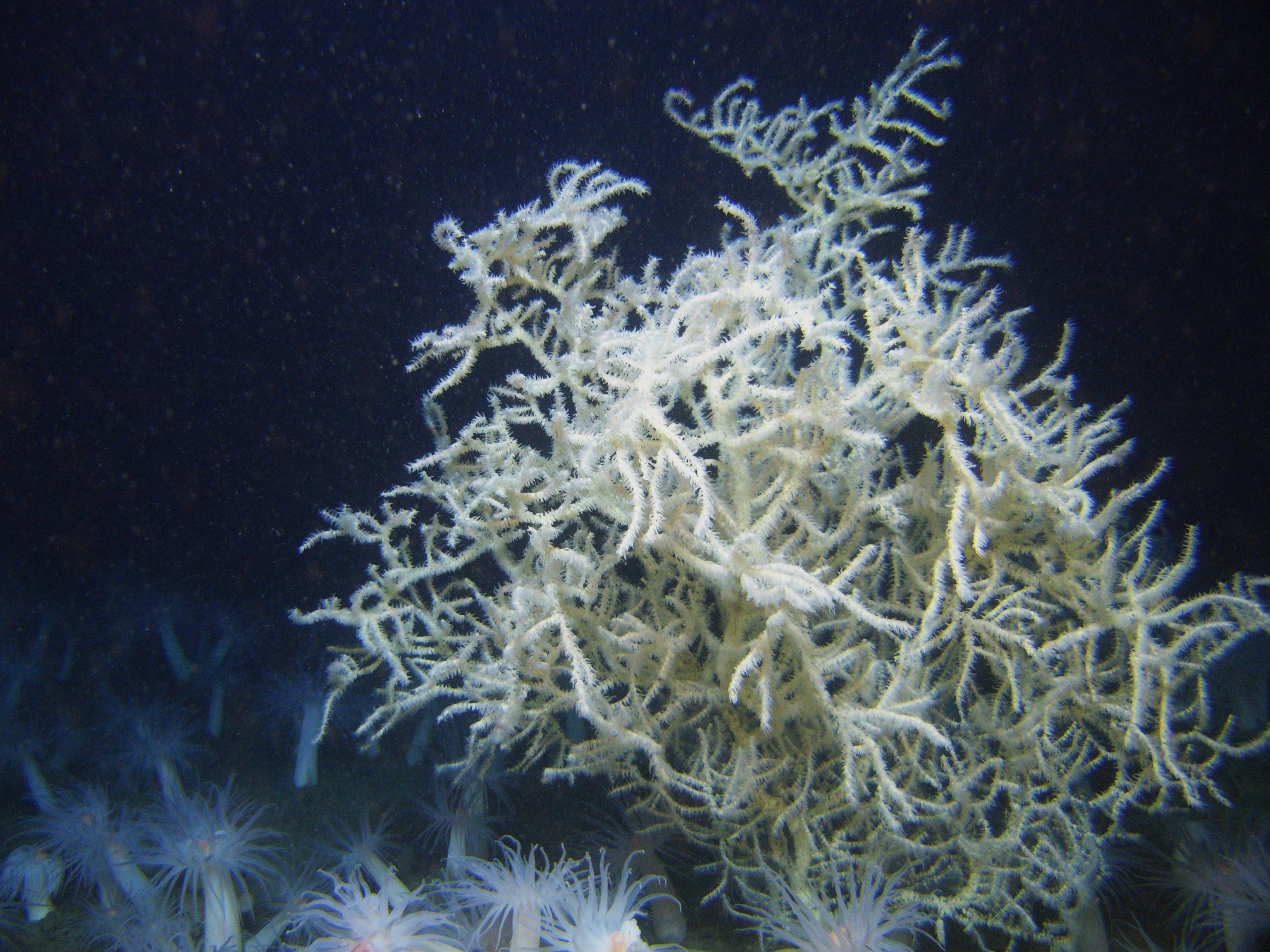
De witte doornkoraal Leiopathes glaberrima leeft op grote diepte en bezit geen zoöxanthellen.

Alle tropische hoornkoralen, anemonen en zoanthiden (korstkoralen), en vrijwel alle rifbouwende bloemdieren zijn rijk aan zoöxanthellen. Men vermoedt dat de algjes naast de productie van voedingsstoffen ook de productie van calciumcarbonaat verhogen, wat van groot belang is bij koralen die een kalkskelet aanleggen. De meeste zoöxanthellen die in symbiose met bloemdieren leven behoren tot de dinoflagellaten (Symbiodinium).

De symbiose met zoöxanthellen is vaak niet permanent. Onder de bepaalde omstandigheden kunnen de algjes worden verdreven en andere soorten kunnen later hun plaats innemen. Alleen bloemdieren die op een goed verlichte plek zijn gevestigd hebben de mogelijkheid om een succesvolle symbiose te ontwikkelen. Er is hierdoor sprake van ecologische concurrentie tussen koralen voor een goede vestigingsplek. Een grot of schaduwrijke locatie betekent dat het bloemdier zelfstandig in zijn energiebehoefte moet voorzien. Hetzelfde geldt voor soorten die op grote diepten leven (als vuistregel meer dan vijftig meter).

### Beweging

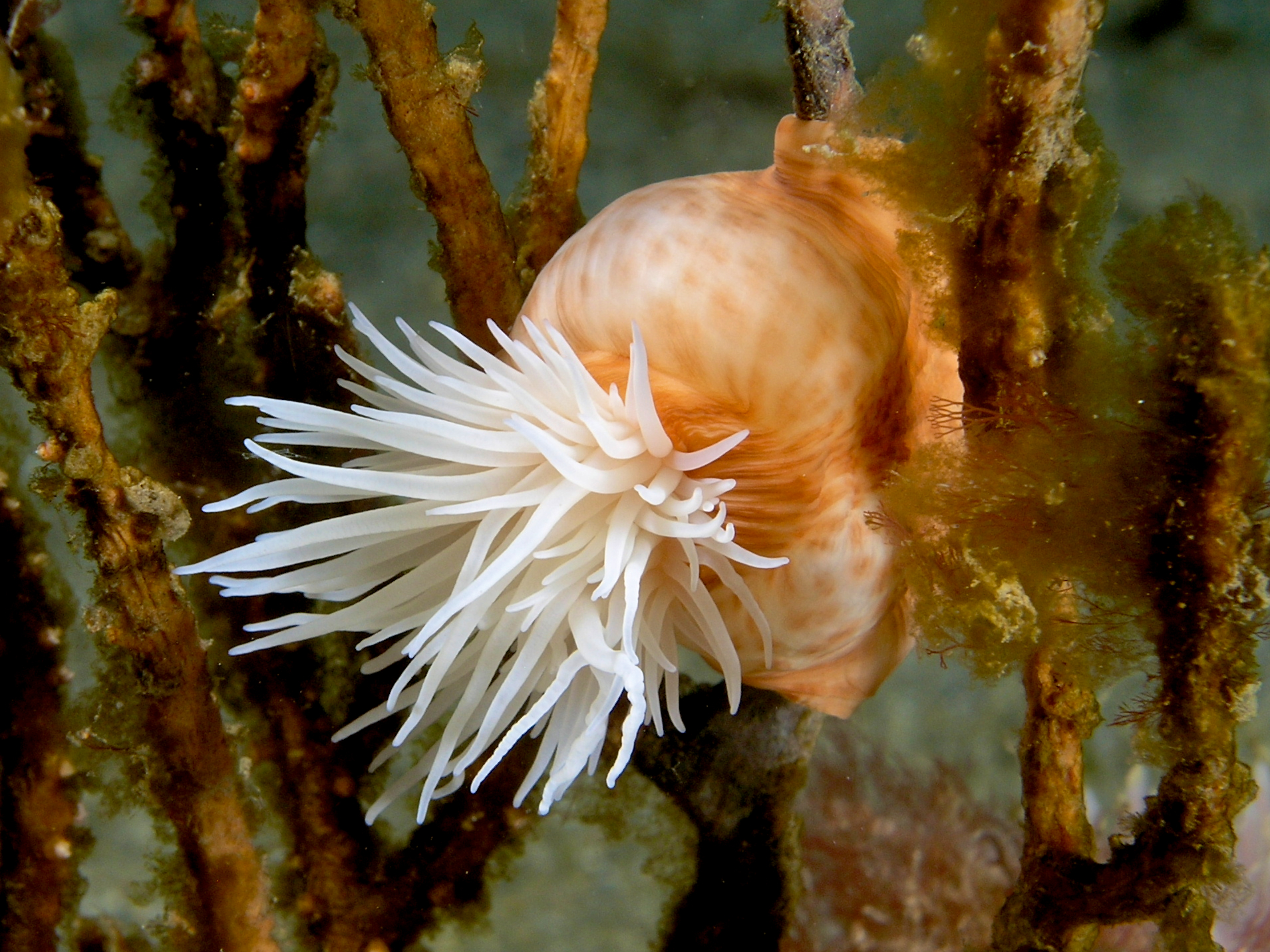
Deze zeeanemoon (Amphianthus) kan zijn vangarmen bij gevaar snel intrekken.

Veel bloemdieren hebben goed ontwikkelde spierweefsels. Hiermee zijn ze in staat om hun lichaamsdelen uit te strekken en in te trekken, te buigen en te draaien, en op te blazen en leeg te laten lopen. De tentakelkrans is vaak gevoelig en reageert snel op externe prikkels; 's nachts strekken veel koralen hun tentakels uit om voedsel te vergaren, maar wanneer een ander dier contact maakt trekken ze de tentakels onmiddellijk in. Contractie is mogelijk doordat er vloeistof uit het coelenteron wordt gepompt. Dit gebeurt via gespecialiseerde waterdoorlatende cellen met trilhaartjes.
De meeste bloemdieren zijn immobiel doordat ze zich met hun voetschijven permanent vastgehecht hebben aan het substraat. Sommige zeeanemonen zijn echter in staat om zich – door hun lichaam pulserend te buigen – los te maken en zich op een andere plek weer vast te zetten. Als ze los zijn is hun beweging vaak passief: het dier drijft mee met de zeestroming. Deze manier van voortbeweging wordt sedentarisme genoemd. Zeeanemonen maken gebruik van sedentaire voortbeweging om aan predatoren zoals zeesterren te ontsnappen.

## Levenscyclus

### Voortplanting en ontwikkeling

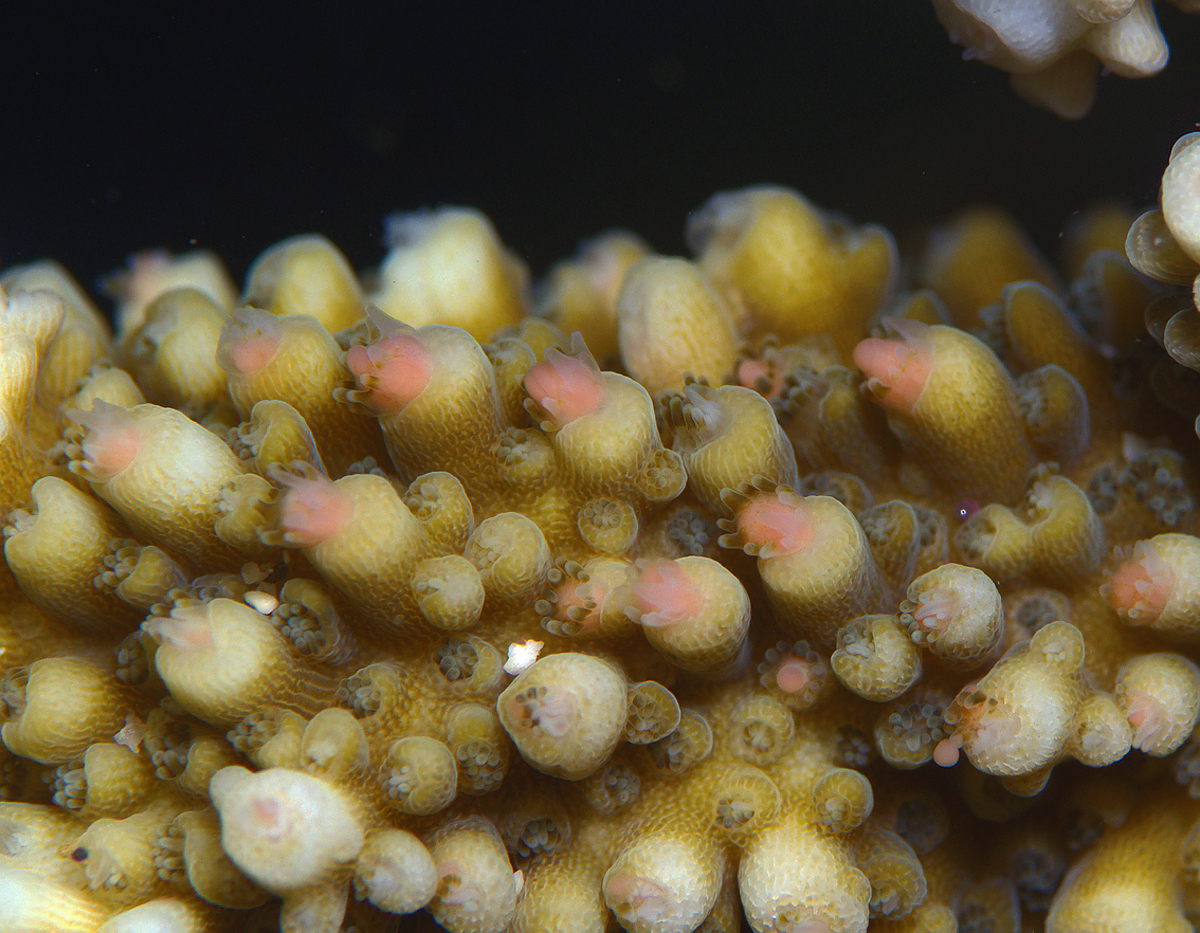
Eitjes (roze) van een rifkoraal (Acropora)

De meeste bloemdieren zijn van gescheiden geslacht, met aparte mannelijke en vrouwelijke individuen. De gameten (geslachtscellen) van bloemdieren worden gevormd in speciale weefsels binnen de gastrodermis. Als de poliep volgroeid is, worden de gameten vrijgelaten en via de mond naar buiten geleid. De geslachtscellen drijven meestal naar het wateroppervlak, alwaar ze met elkaar samensmelten (uitwendige bevruchting). Om de kans op bevruchting te verhogen, geven bloemdieren op ongeveer hetzelfde moment grote hoeveelheden eicellen en het zaadcellen af aan het zeewater. Deze afgifte wordt gesynchroniseerd op basis van het dagritme en de stand van de maan.
De bevruchte eicel ontwikkelt zich tot een larve (de zogenaamde planula) die in het zeewater rondzwemt en een tijdlang deel uitmaakt van het plankton, totdat hij zich in de zeebodem nestelt. Eenmaal vastgezet op een substraat metamorfoseert de larve tot een juveniele poliep. Sommige planulalarven zijn voorzien van extra voedingsweefsel of van zoöxanthellen; deze aanpassingen stellen de larven in staat langer in leven te blijven waardoor ze zich over een groter gebied kunnen verspreiden. De larven van de rifkoraal Pocillopora damicornis zijn bijvoorbeeld uitgerust met extra vet en kunnen hierdoor tot wel honderd dagen rondzwemmen.
Bloemdieren zijn in staat tot verschillende vormen van ongeslachtelijke voortplanting, waaronder fragmentatie, zijdelingse splitsing en knopvorming. Sommige zeeanemonen, zoals de in België en Nederland algemeen voorkomende zeeanjelier (Metridium senile), kunnen over een substraat kruipen en daarbij kleine stukjes van de voetschijf achterlaten die zich ontwikkelen tot nieuwe klonale individuen. Soorten uit het geslacht Anthopleura kunnen zichzelf in de lengterichting uit elkaar trekken, waardoor twee identieke individuen ontstaan.

### Regeneratie
Bloemdieren vertonen een opmerkelijk regeneratievermogen: beschadigde delen van een individu groeien makkelijk weer aan. Zo zal een zeeanemoon Exaiptasia pallida (een veelgebruikt modelorganisme) die in het laboratorium in delen wordt gesneden, na terugplaatsing in het aquarium geheel genezen. Ieder deel zal daarbij uitgroeien tot een geheel nieuw individu. Regeneratie speelt een essentiële rol bij de biologische instandhouding van bloemdierkolonies zoals koraalriffen. Door regeneratie kunnen koralen relatief snel herstellen van fysiek geweld door bijvoorbeeld predatie of golfslag. Het regeneratievermogen is bij sommige soorten zo groot dat zelfs kleine stukjes kalkskelet kunnen uitgroeien tot complete individuen.

## Ecologie

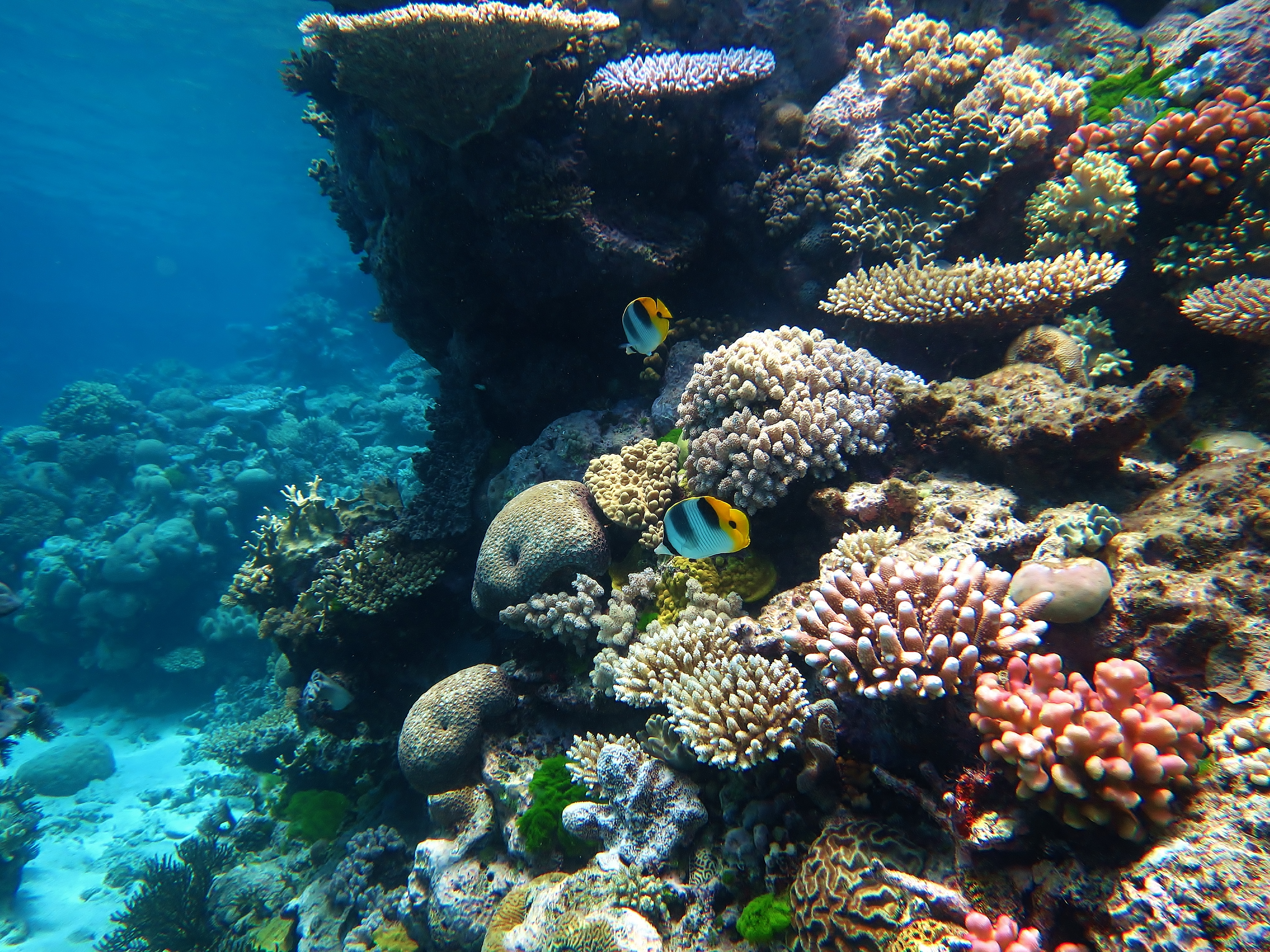
Het Groot Barrièrerif langs de oostkust van Australië herbergt de grootste bloemdierkolonies van de planeet.

De ecologische samenhang van de oceanen is in hoge mate afhankelijk van bloemdieren. Koraalriffen zijn zeer rijke reservoirs van mariene biodiversiteit. Hoewel koraalriffen minder dan 0,1 procent van het oceaanoppervlak vertegenwoordigen, zijn ze – naar schatting – de woonplaats van minstens 25 procent van al het bekende zeeleven. Vele weekdieren, wormen, kreeftachtigen en stekelhuidigen vinden in een rif bescherming. Hogere dieren zoals vissen, zeeslangen en zeeschildpadden zoeken in koraalriffen naar voedsel of gebruiken het rif als broedplaats.
Vanwege de symbiose die rifbouwende bloemdieren hebben met zoöxanthellen, ontstaan koraalriffen voornamelijk in heldere, relatief ondiepe wateren waar veel zonlicht binnendringt. Doordat koralen langzaam groeien, kan het ontstaan van een rif duizenden jaren duren. Niet alle riffen ontwikkelen zich in ondiep water: zo vormt het koudwaterkoraal Lophelia pertusa in de Atlantische Oceaan diepzeeriffen, die voor vele andere dieren een habitat zijn.

### Dynamiek en verspreiding
De ecologische relaties binnen een koraalrif zijn zeer complex. Bloemdieren voeden zich met kleine ongewervelden, maar worden zelf gegeten door vissen, krabben, zeeslakken en zeesterren. Pelagische vissen oefenen een belangrijke regulerende invloed uit op de dynamiek van een koraalrif. Ze doen dit bijvoorbeeld door het rif vrij te houden van plankton en algen die de koralen anders zouden overwoekeren. Externe factoren kunnen het ecosysteem binnen korte tijd uit balans brengen. In 1989 veroorzaakte de invasieve doornenkroon (Acanthaster planci) een ecologische ramp in Amerikaans-Samoa; ongeveer 90 procent van de koraalriffen verdween.
Bijna alle koraalriffen op aarde komen voor rond de evenaar. De geografische verspreiding van riffen wordt naast de aanwezigheid van zonlicht bepaald door de temperatuur, saliniteit (zoutgehalte), turbiditeit (troebelheid) en alkaliteit van het zeewater. Veel van deze factoren zijn seizoensgebonden en vragen dus een ecologische tolerantie. Omdat koralen helder water en een continue toestroom van voedingsstoffen nodig hebben, gedijen riffen vooral in gebieden met een zekere golfactiviteit.

### Symbiotische relaties
Zeedieren die in, op of rond een koraalrif leven, hebben zich door de vele interacties met andere levensvormen sterk aangepast, gespecialiseerd en onderlinge afhankelijkheden ontwikkeld. Vaak komt het voor dat rifbewonende dieren nauw samenleven met een bepaalde koraalsoort. Zo'n wederzijds ingestelde manier van samenleven wordt symbiose genoemd. Sommige soorten zeepaardjes die samenleven met hoornkoralen hebben bijvoorbeeld een verregaande camouflage ontwikkeld waardoor ze volledig opgaan in de vertakkingen van het koraal. De zeenaaktslak Tritonicula wellsi is een ander goed voorbeeld; de kieuwen van deze slak zijn gedurende de evolutie sterk gaan lijken op de tentakels van de poliepen.

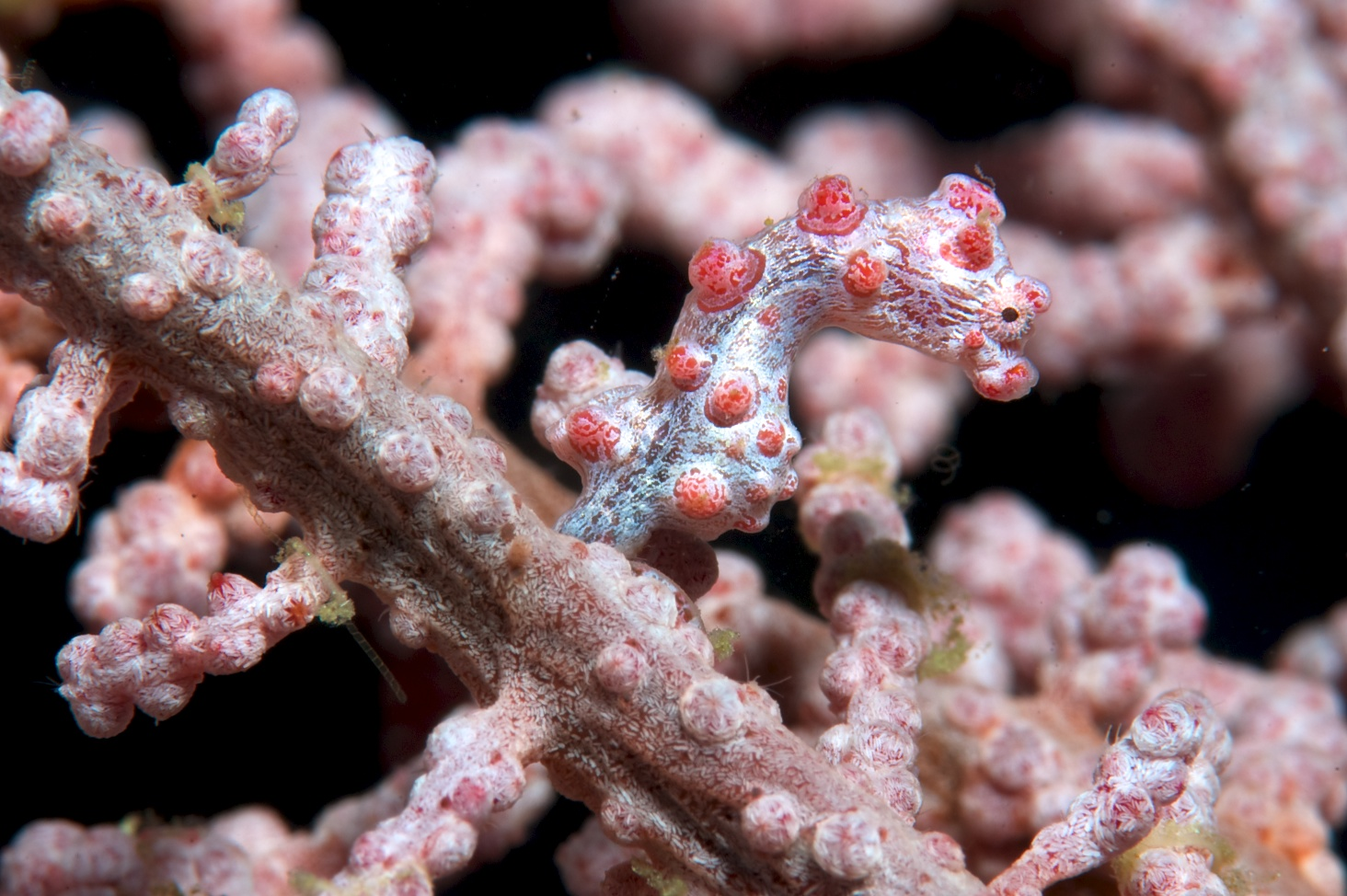
Het zeepaardje Hippocampus bargibanti verbergt zich goed in hoornkoralen
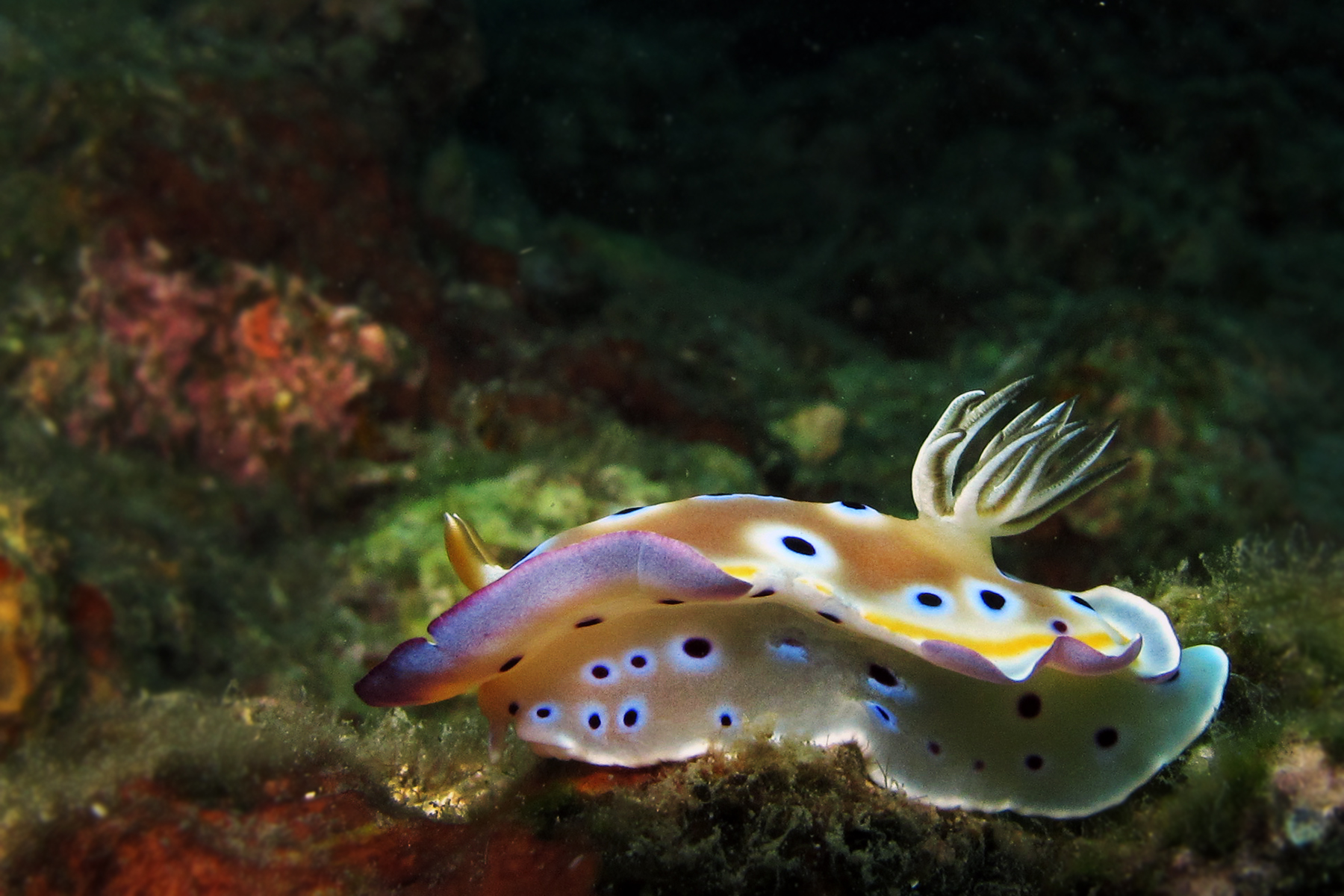
Veel rifbewonende zeenaaktslakken hebben een tentakelvormig kieuworgaan
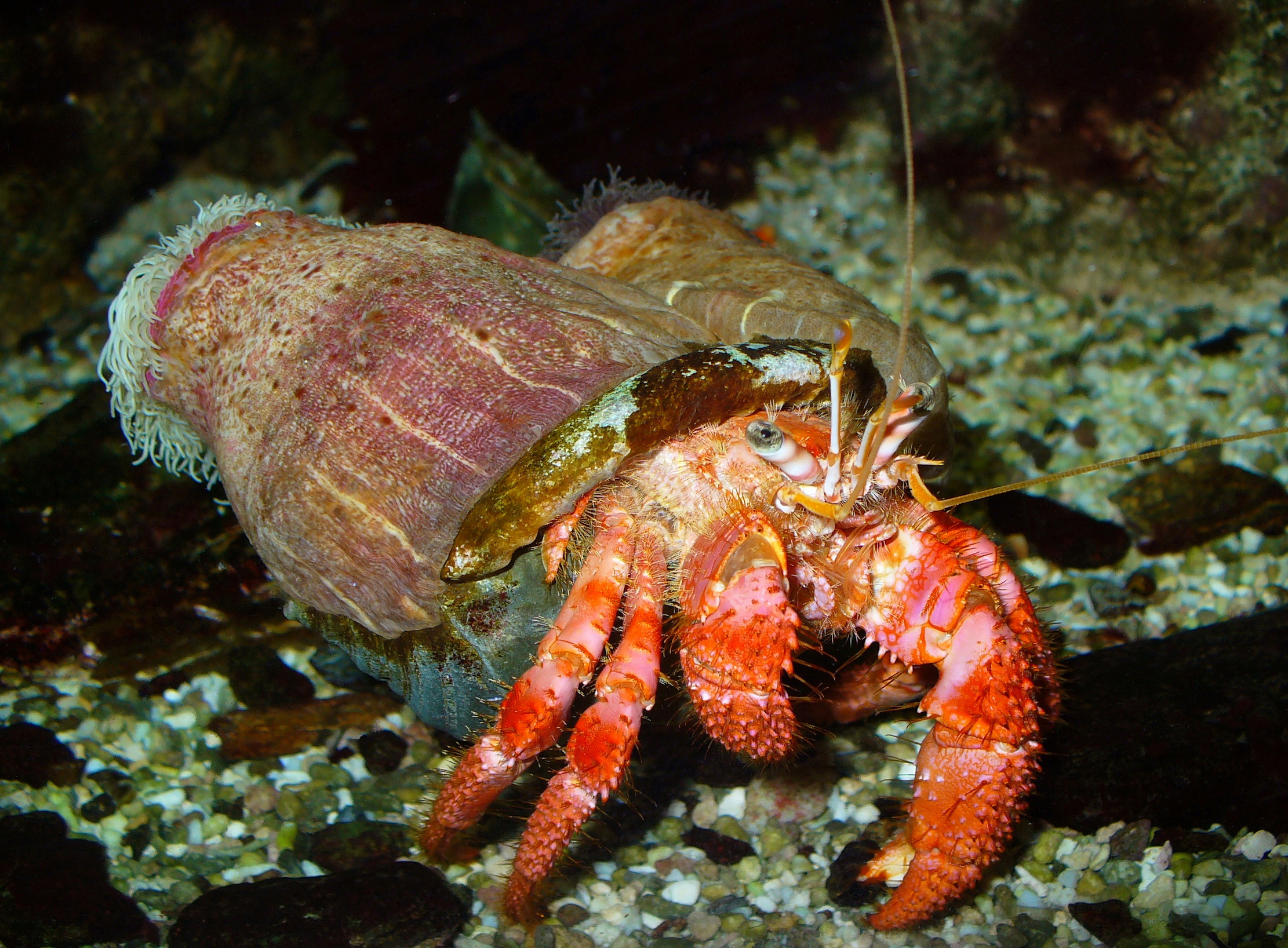
Een heremietkreeft draagt twee anemonen (C. parasitica) op zijn rug

Sommige zeeanemonen hebben een speciaal soort symbiose ontwikkeld met andere dieren. Er zijn bijvoorbeeld krabben die zeeanemonen opzoeken en deze ter bescherming op hun rug plaatsen. De krab is dan beter beschermd, de anemoon ondervindt nadeel noch voordeel. Deze vorm van symbiose wordt commensalisme genoemd. Naast krabben leven ook vissen, garnalen en kreeftjes tussen de tentakels van de anemoon om zo beschut te zijn tegen natuurlijke vijanden. Anemoonvissen zijn hiervan het iconische voorbeeld.
Niet-rifbouwende (ahermatypische) koralen beschikken vrijwel nooit over zoöxanthellen en zijn onder meer gespecialiseerd in het overleven in de diepzee. Diepzeesoorten maken deel uit van mysterieuze ecosystemen met borstelwormen, kreeftachtigen, weekdieren en sponzen. De diversiteit en de ecologische relaties in de diepzee zijn nog nauwelijks beschreven omdat het gebied moeilijk bereikbaar is voor de mens.

## Bedreiging

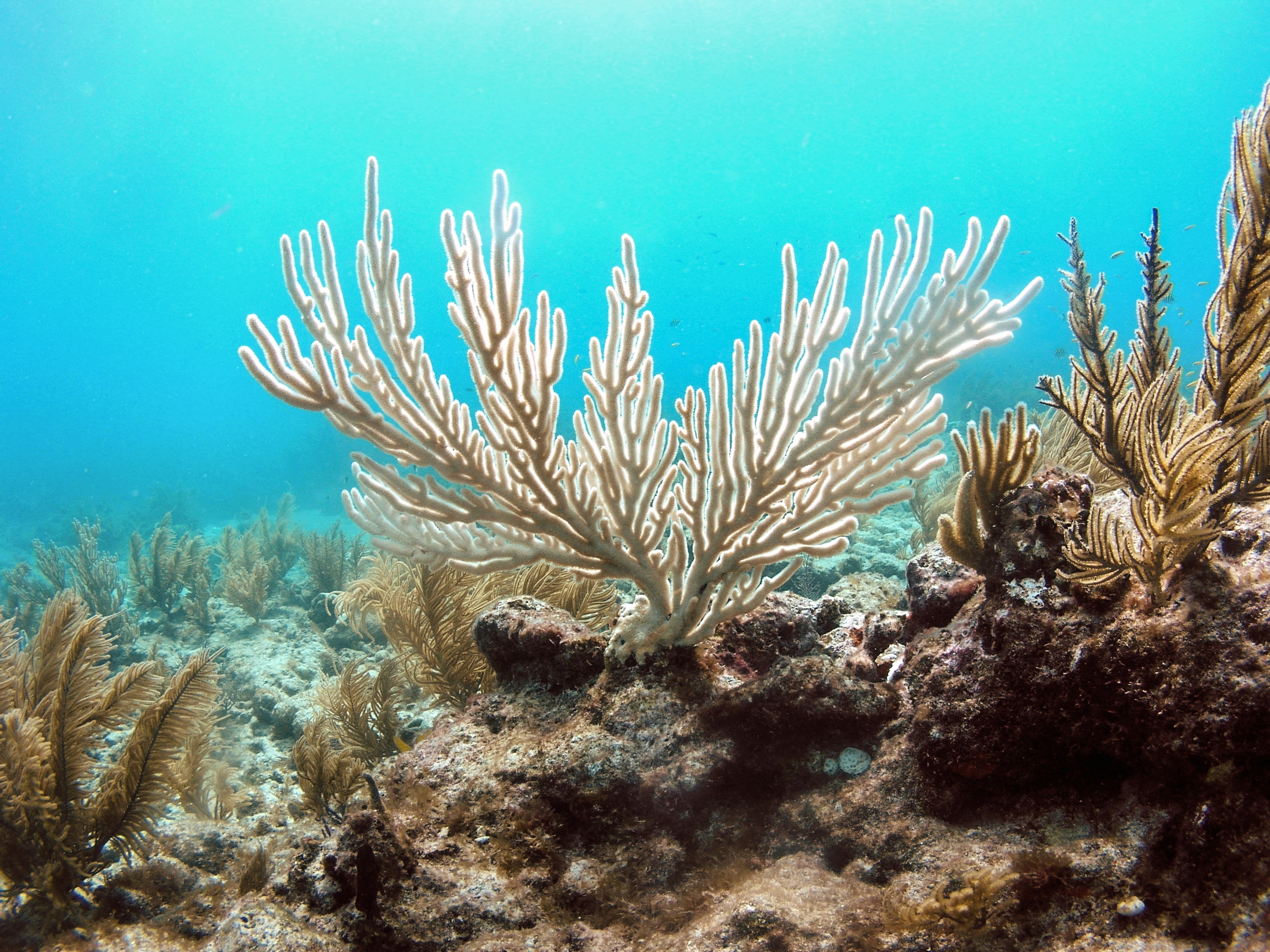
Een zachte koraalsoort die zijn zoöxanthellen is verloren (verbleking) door stijgende oceaantemperaturen.

Wereldwijd staan bloemdieren bloot aan ernstige bedreigingen. Stijgende oceaantemperaturen, vervuiling en destructieve visserij behoren tot de belangrijkste oorzaken van verlies aan bloemdierdiversiteit. Veel kustwateren in tropische landen raken vervuild door uitspoeling van afvalwater, bestrijdingsmiddelen, meststoffen en andere chemicaliën. Deze stoffen kunnen bloemdieren rechtstreeks aantasten, maar ook de groei van algen stimuleren die vervolgens het bodemleven verstikken. Lekkage van olie uit schepen en boorplatforms is zeer schadelijk voor gameten, bevruchte eitjes en larfjes van bloemdieren.
Bij visserij rond riffen worden soms sleepnetten gebruikt, wat veel mechanische schade aan het rif veroorzaakt. Een ander methode is het tot ontploffing brengen van explosieven op een rif om daarmee vissen te doden of te verjagen. Hierbij worden niet alleen rifbewoners gedood (inclusief soorten die voor de visserij oninteressant zijn), maar het is ook verwoestend voor de koraalriffen zelf.
Als gevolg van de stijgende temperatuur van het zeewater kunnen bloemdieren hun zoöxanthellen verliezen, een verschijnsel dat koraalverbleking wordt genoemd. Verbleekte bloemdieren zijn uiterst kwetsbaar en in sommige zeeën heeft het geleid tot een massale koraalsterfte. In 2017 zijn de resultaten gepubliceerd van een wetenschappelijke studie naar de stijging van de zeetemperatuur vanaf 1980 en de mogelijke scenario's voor de toekomst. De onderzoekers voorspellen dat als de temperatuurstijging van de voorgaande dertig jaar doorzet, alle 29 koraalriffen die op de Werelderfgoedlijst staan, tegen het einde van de 21e eeuw niet langer zullen functioneren als ecosysteem.

## Diversiteit en evolutie
Bloemdieren vormen een klasse in de stam der neteldieren, en zijn nauw verwant aan de schijfkwallen, kubuskwallen en de parasitaire Myxozoa. Zowel morfologische als moleculaire gegevens wijzen erop dat bloemdieren de meest basale groep zijn binnen de neteldieren, en daarmee ook een van de meest primitieve klassen in het hele dierenrijk. Men vermoedt dat de poliep een oorspronkelijk kenmerk is van de neteldieren, en dat de meduse (het kwalstadium) later in de evolutie is ontstaan en dus enkel bij afgeleide groepen voorkomt.
De bloemdieren worden onderverdeeld in drie onderklassen: Hexacorallia, Octocorallia en Ceriantharia. De Hexacorallia bestaat uit ongeveer 4300 soorten en omvat de rifkoralen, zwarte koralen, zeeanemonen en enkele verwante groepen. Deze bloemdieren vertonen een zesvoudige symmetrie; meestal zijn er zes septa in het coelenteron te onderscheiden. De tweede onderklasse, Octocorallia, kent naar schatting zo'n 3000 levende soorten en omvat de zachte koralen, gorgonen en zeeveren. Deze bloemdieren hebben een achtvoudige symmetrie (acht septa) en zijn vrijwel uitsluitend koloniaal. De Hexacorallia en de Octocorallia zijn zustergroepen, en elk is waarschijnlijk monofyletisch, wat wil zeggen dat alle leden binnen de groep afstammen van dezelfde voorouder.
Over de derde onderklasse, Ceriantharia, is veel discussie geweest omtrent de taxonomische indeling. Op basis van moleculaire onderzoeken wordt de groep tegenwoordig algemeen als een aparte onderklasse geclassificeerd. Tot de Ceriantharia behoren de viltkokeranemonen: solitaire individuen die vooral zachte zeebodems opzoeken. Veel vertegenwoordigers hebben een relatief grote, kokervormige poliep waaruit de talrijke tentakels tevoorschijn komen.
| Overzicht van de onderklasse Hexacorallia | Overzicht van de onderklasse Hexacorallia | Overzicht van de onderklasse Hexacorallia | Overzicht van de onderklasse Hexacorallia | Overzicht van de onderklasse Hexacorallia                                          | Overzicht van de onderklasse Hexacorallia |
| Orde                                      | Beeld                                     | Voorbeeld                                 | Kenmerken | Verspreiding                                                                       |                                           |
| ----------------------------------------- | ----------------------------------------- | ----------------------------------------- | --- | ---------------------------------------------------------------------------------- | ----------------------------------------- |
| Actiniaria Zeeanemonen                    |                                           | Actinostola sp.                           | Solitaire poliepen die zich vastzetten in harde substraten. Vaak kleurrijk door vergaande symbiose met zoöxanthellen. Vangarmen meestal sterk ontwikkeld. | Wereldwijd in ondiep en diep water, met de grootste diversiteit in de tropen       |                                           |
| Antipatharia Zwarte koralen               |                                           | Plumapathes pennacea                      | Kolonies met slanke, veelal donkergekleurde vertakkingen. Uit het chitineuze skelet groeien kleine, vaak felgekleurde poliepen met rudimentaire tentakels. Zoöxanthellen ontbreken. | Aan steile, schaduwrijke rotswanden en in de diepzee                               |                                           |
| Corallimorpharia Koraalanemonen           |                                           | Discosoma sp.                             | Grote, solitaire poliepen die gelijkenis vertonen met zeeanemonen, maar daarvan verschillen door de stompe lichaamsbouw en grote orale schijven met veel korte tentakels. | In en rond koraalriffen in tropische kustwateren                                   |                                           |
| Scleractinia Rifkoralen of steenkoralen   |                                           | Fungia fungites Tubastraea coccinea       | Meestal koloniale koralen die een stevig kalkskelet aanleggen waarin de poliepen zich kunnen terugtrekken. Veel soorten bouwen riffen. Andere soorten leven zelfstandig in diepere lagen van de zee. Rifkoralen zijn door hun ecologisch belang een van de bekendste en best bestudeerde groepen bloemdieren. | Wereldwijd in diepe en ondiepe wateren, de grootste diversiteit in tropische zeeën |                                           |
| Zoantharia Zoanthiden                     |                                           | Zoanthus sp.                              | Kleine koloniale bloemdieren. De klonale poliepen bezitten twee rijen tentakels en zijn verbonden met vlezig coenosarc. | Voornamelijk in tropische zeeën nabij riffen                                       |                                           |

| Overzicht van de onderklasse Octocorallia | Overzicht van de onderklasse Octocorallia | Overzicht van de onderklasse Octocorallia | Overzicht van de onderklasse Octocorallia | Overzicht van de onderklasse Octocorallia                                       | Overzicht van de onderklasse Octocorallia |
| Orde                                      | Beeld                                     | Voorbeeld                                 | Kenmerken | Verspreiding                                                                    |                                           |
| ----------------------------------------- | ----------------------------------------- | ----------------------------------------- | --- | ------------------------------------------------------------------------------- | ----------------------------------------- |
| Alcyonacea Zachte koralen                 |                                           | Melithaea sp.                             | Koloniaal, met zeer diverse groeiwijzen. De poliepen zijn bijna volledig ingebed in een zacht, vlezig coenosarc. Sommige soorten hebben een hoornachtig skelet.     | Wereldwijd, meestal in tropische en subtropische wateren, ook in de diepzee     |                                           |
| Helioporacea Blauwe koralen               |                                           | Heliopora sp.                             | Koralen met een massief skelet van aragoniet, uitgescheiden door de coenosarc. Vrijwel altijd met zoöxanthellen. Kleurt blauw als gevolg van ijzerzouten.           | Vooral in de Grote en Indische Oceaan, sommige soorten in de Atlantische Oceaan |                                           |
| Pennatulacea Zeeveren                     |                                           | Virgularia sp.                            | Koloniale bloemdieren die blad- of veervormige kolonies vormen. De meeste hebben gespecialiseerde poliepen die specifieke taken vervullen. Zoöxanthellen ontbreken. | Wereldwijd, van kustwateren tot in de diepste zeeën                             |                                           |

| Overzicht van de onderklasse Ceriantharia | Overzicht van de onderklasse Ceriantharia | Overzicht van de onderklasse Ceriantharia | Overzicht van de onderklasse Ceriantharia | Overzicht van de onderklasse Ceriantharia | Overzicht van de onderklasse Ceriantharia |
| Orde                                      | Beeld                                     | Voorbeeld                                 | Kenmerken | Verspreiding                              |                                           |
| ----------------------------------------- | ----------------------------------------- | ----------------------------------------- | --- | ----------------------------------------- | ----------------------------------------- |
| Penicillaria                              |                                           | Arachnanthus sp.                          | Solitaire individuen met twee ringen van tentakels. Zetten zich vast in zacht sediment. Onderscheidt zich van Spirularia door de anatomie en netelcellen. | Wereldwijd, op zachte bodems              |                                           |
| Spirularia Buisanemonen                   |                                           | Cerianthus filiformis                     | Solitaire individuen met lange, slanke tentakels in vlezige kolommen (buizen).                                                                            | Wereldwijd, op zachte sedimenten          |                                           |

### Fossielenbestand

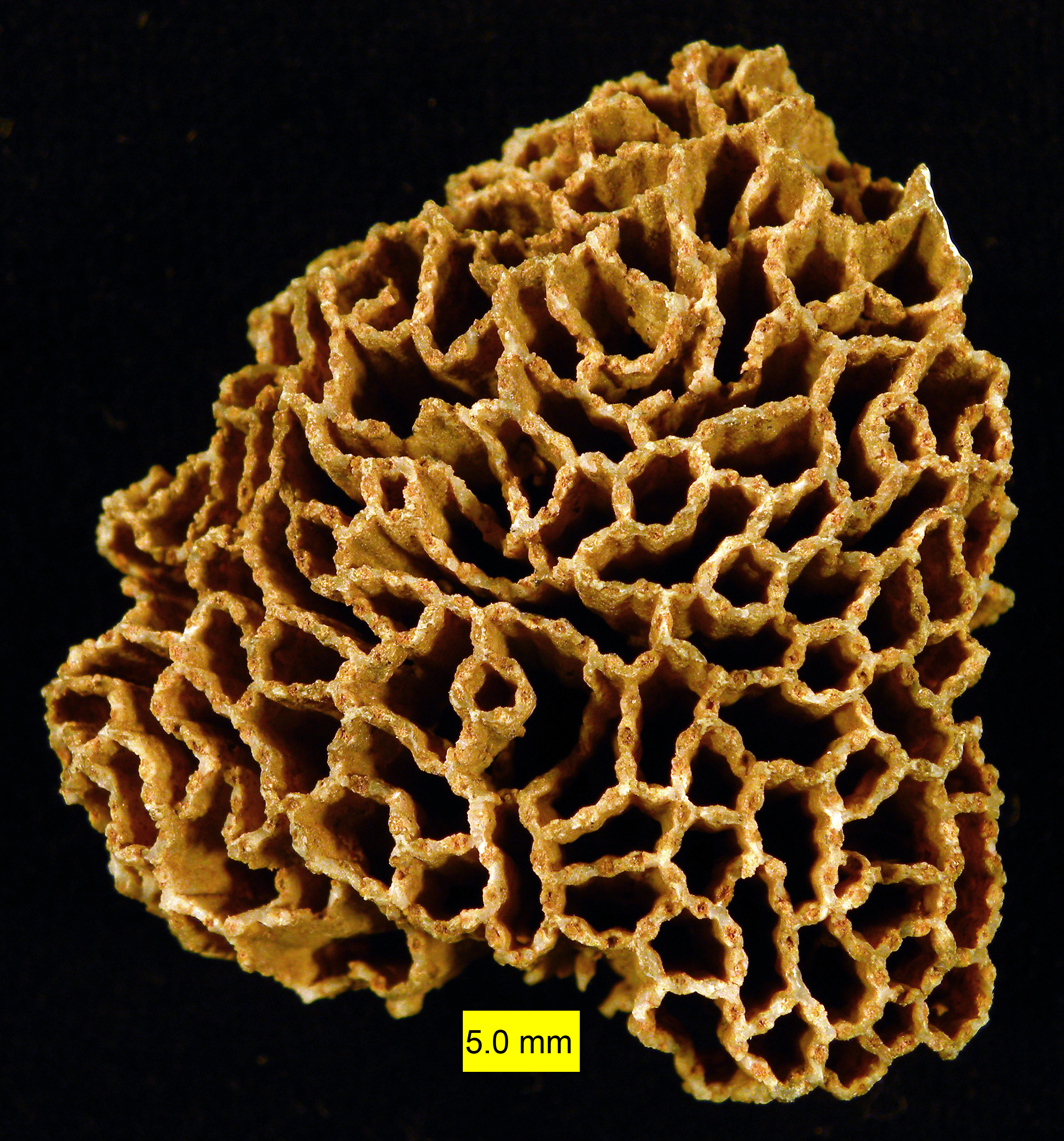
Fossiel van een kolonievormend koraal (Halysites) uit het Siluur

De meeste bloemdieren kunnen uitstekend fossiliseren doordat ze een uitwendig skelet hebben van calciumcarbonaat (kalk). Dit is met name het geval voor soorten in de onderklasse Hexacorallia: de groep waartoe rifkoralen behoren. De onderklasse Octocorallia bevat koralen met zachte weefsels en heeft een minder rijk fossielenbestand, maar veel van de vertegenwoordigers vormen gemineraliseerde, microscopisch kleine skeletnaaldjes (spiculae) die wel in gesteentes terug zijn te vinden.
De oudste fossielen van bloemdieren dateren uit het Ediacarium, een periode die meer dan 600 miljoen jaar geleden begon. De eerste bloemdieren waren waarschijnlijk eenvoudige poliepachtige organismen die onderdeel waren van de Ediacarische biota: het vroegste complexe meercellige leven. Enkele tientallen miljoenen jaren later, tijdens het Cambrium, nam de evolutie van bloemdieren een vlucht: er ontstonden veel nieuwe soorten die gelijkenis vertoonden met de tegenwoordige koralen en zeeanemonen (bijvoorbeeld Cothoniida).
Tegen het midden van het Ordovicium verschenen drie succesvolle groepen bloemdieren: de Tabulata, Rugosa en Heliolitida. Deze rifbouwende koralen konden enorme kolonies vormen, zoals bij Halysites. Van dit geslacht zijn fraaie gefossiliseerde koraalpoliepen (koralieten) teruggevonden die buisachtige kolonies vormden. De kleinste groep, Heliolitida, stierf uit tijdens de Laat-Devonische extinctie. De overige groepen bloemdieren overleefden de extinctiegolf en floreerden tot aan het eind van het Perm. De eigenlijke rifkoralen (Scleractinia) kwamen pas op in het midden van het Trias, ongeveer op hetzelfde moment dat de eerste dinosauriërs verschenen.

Geologische tijdlijn van enkele belangrijke fossiele groepen bloemdieren vanaf 600 miljoen jaar geleden